# Хамон II д’Але
Хамон II (фр. Hamon II) — второй виконт д’Але и де Пудувр, представитель дома де Динан, сын Хамона I, виконта де Динан и Роантелины, дочери Риваллона I, сеньора де Доль.

## Биография

### Правление
Отец Хамона II Хамон I скончался после 1030 года. Хамон, вероятно, был его старшим сыном Впервые он упоминается в записях аббатства Сен-Совер в Редоне в 1029/1037 году. Хамон стал виконтом Але и Пудувра, которые также входили в состав владений его отца. Его ветвь угасла со смертью его внука Эрве. Братья Хамона разделили между собой другие земли отца: Гозлен I стал сеньором Динана, Риваллон II — сеньором Доля. Другой брат, Жюнгоний, в 1030 году стал епископом в Дольской епархии.
В исторических источниках начала XI века упоминаний о Хамоне практически не сохранилась. Дата его смерти неизвестна. Его старший сын Меен был епископом Ренна с 1040 года до своей смерти в 1076 году, а Хамон III стал виконтом д’Але и де Пудувр.

### Брак и дети
Жена: Неизвестно. Дети:
- Меен (ум. ок. 1076), епископ Ренна приблизительно в 1040—1076 годах
- Ришар
- Хамон III (ум. после 1084), виконт д’Але и де Пудувр